# 伊斯梅利亚省
伊斯梅利亞省是阿拉伯埃及共和国的一個省，位於东北方，省会為伊斯梅利亚市。該省名字來自於伊斯梅爾帕夏。

## 外部連結
- 官方網站